# Axel Teichmann
Axel Teichmann, född 14 juli 1979, Saalburg-Ebersdorf, Östtyskland, är en tysk längdåkare. Han är idrottssoldat med fanjunkares grad vid Bundeswehr.

## Idrottskarriär
Axel Teichmann slog igenom på allvar under säsongen 2002/2003 när han vann sin första världscuptävling i Österrikiska Ramsau. 
Vid VM i Val di Fiemme 2003 tog han guld på 15 km och säsongen 2004/2005 vann han den totala världscupen. Säsongen därefter blev förstörd av skador och han missade OS i Turin. Teichmann kom emellertid tillbaka till VM 2007 i Sapporo där han tog guld i skiathlon.
Tiden efter guldet i Sapporo var Teichmann inte fullt lika framgångsrik, även om han tog ett antal WC-segrar (Davos i dec-07, prologen under Tour de Ski -08, 15 km klassiskt och 20 km masstart i Nove Mesto -08, prologen i Falun -09). 
Under de olympiska vinterspelen i Vancouver 2010 tog Teichmann silver både på den avslutande femmilen och i lagsprint, trots att han inte tillhörde förhandsfavoriterna. Båda gångerna blev han passerad av norrmannen Petter Northug inne på stadion.

## Världscupsegrar
| Datum      | Ort            | Disciplin         |
| ---------- | -------------- | ----------------- |
| 21-12-2002 | Ramsau         | 2x10 km jaktstart |
| 30-11-2003 | Kuusamo        | 2x15 km jaktstart |
| 20-11-2004 | Gällivare      | 15 km (k)         |
| 28-11-2004 | Kuusamo        | 15 km (k)         |
| 11-12-2004 | Lago di Tesero | 2x15 km jaktstart |
| 27-01-2007 | Otepää         | 15 km (k)         |
| 24-11-2007 | Beitostölen    | 15 km (f)         |
| 08-12-2007 | Davos          | 15 km (k)         |
| 30-12-2011 | Oberhof        | 15 km (k) (TdS)   |

TdS = Tour de Ski